# Atbash
L'Atbash és un mètode de xifratge per substitució creat pels hebreus. Consisteix a substituir la primera lletra de l'alfabet (l'alephbet, en hebreu) per l'última, la segona, per la penúltima... i així successivament, invertint l'alfabet.
Aquest sistema funciona amb tots els tipus d'alfabets.
A continuació es mostren les taules de substitució Atbash en hebreu i en l'alfabet llatí.

## Alfabet hebreu
```
A B G D H V Z ch T Y K 
Th Sh R Q Tz P O S N M L
```

Les lletres de l'Alfabet hebreu són: Aleph (A), Bet (B), Gimel (G), Dalet(D), Hei(H), Vav(V), Zayin (Z), Chet(Ch), Tet(T), Yud (Y), Kaf (K), Lamed (L), Mem (M), Nun (N), Samech (S), Ayin (O), Pei (P), Tzadik (Tz), Kuf (Q), Reish (R), Shin (Sh) i Tav (Th).

## Alfabet llatí
```
A B C D E F G H I J K L M 
Z Y X W V U T S R Q P O N
```